# Sintetizador de video

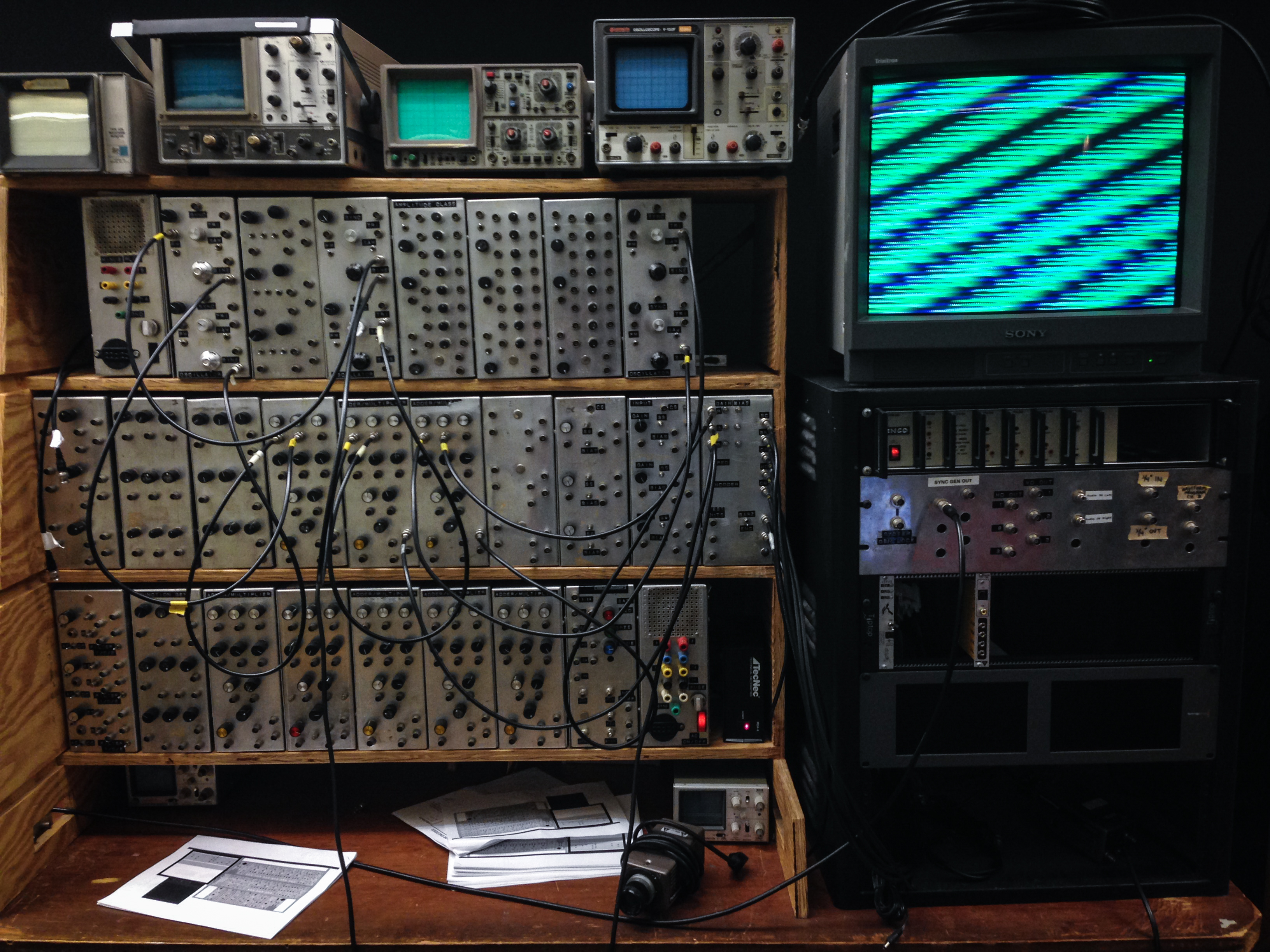
Imagen de procesador.

Un sintetizador de vídeo es un dispositivo que genera vídeo electrónicamente. Un sintetizador de vídeo es capaz de generar material visual sin la necesidad de una cámara, gracias al uso de patrones.
Estos patrones pueden producir imágenes estáticas o en movimiento. Por ejemplo patrones geométricos (en 2D o 3D), caracteres de texto en una particular fuente, o un mapa del clima.
Las imágenes producidas por cámaras de TV puede ser alterada en color, escalas geométricamente, rotadas, etc.
Un sintetizador de vídeo ofrecerá una variedad de efectos distintos.
- Datos: Q21592150
- Multimedia: Video synthesizers / Q21592150